# Overstrand (Anglia)
Overstrand – wieś w Anglii, w hrabstwie Norfolk, w dystrykcie North Norfolk. Leży 32 km na północ od Norwich i 186 km na północny wschód od Londynu. W 2001 miejscowość liczyła 952 mieszkańców.